# دولار توباجونيا
كان الدولار هو العملة المستخدمة في جزيرة توباغو حتى عام 1814، وقد تألف من مجموعة من الدولارات الإسبانية المختلفة إلى جانب عملات استعمارية فرنسية معدّلة. كان الدولار الواحد يُقسم إلى 11 قطعة، تبلغ قيمة كل قطعة تسعة بنسات.
في عام 1814، أُعتمد الجنيه الإسترليني كعملة رسمية للجزيرة، واستمر استخدامه لعدة عقود. ومع حلول عام 1905، عاد استخدام الدولار مرة أخرى، بدايةً بدولار ترينيداد وتوباغو، تلاه دولار جزر الهند الغربية البريطانية، قبل أن يُعاد اعتماد دولار ترينيداد وتوباغو لاحقًا كعملة رسمية.

## عملات معدنية
في عام ١٧٩٨، صُنعت عملات معدنية من فئة ثمانية ريالات، مع ختم السدادة بحرف "T" لصنع عملات معدنية من فئة ١½ بنس، وصُنع الدولار المثقوب كقطع من فئة ١١ بنسًا. كما صُنعت بعض العملات الفرنسية الاستعمارية بختم "TB" لصنع عملات معدنية من فئة ١½ بنس و٢¼ بنس.